# Toni Leistner
Toni Leistner (* 19. August 1990 in Dresden, DDR) ist ein deutscher Fußballspieler. Der Innenverteidiger steht seit der Saison 2023/24 bei Hertha BSC unter Vertrag.

## Karriere

### Anfänge in Dresden
Leistner begann im Alter von sieben Jahren bei der SG Dresdner Verkehrsbetriebe mit dem Fußballspielen. Als Jugendlicher wechselte er zum FV Dresden-Nord und durchlief dort alle weiteren Jugendmannschaften. In der Saison 2008/09 gab Leistner, noch als A-Jugendlicher, sein Debüt für die erste Mannschaft des mittlerweile unter dem Namen SC Borea Dresden antretenden Vereins in der NOFV-Oberliga-Süd. Ab der darauffolgenden Spielzeit war er fester Bestandteil von Boreas Oberligamannschaft und absolvierte in seiner Premierensaison 25 Ligaspiele, in denen er zwei Treffer erzielte.

### Dynamo Dresden und Hallescher FC
Zur Saison 2010/11 wechselte Leistner zum Stadtrivalen Dynamo Dresden, wo er jedoch vorerst lediglich dem Kader der zweiten Mannschaft angehörte. Für Dynamos Zweite bestritt er in seiner ersten Spielzeit 18 Oberligaspiele und erzielte dabei zwei Tore. Sein Debüt für die seinerzeit in der 3. Liga antretende erste Mannschaft gab Leistner am 23. April 2011 (35. Spieltag), als er beim 4:0-Heimsieg über die SpVgg Unterhaching in der 76. Spielminute für Florian Jungwirth eingewechselt wurde. In der Vorbereitung auf die Spielzeit 2011/12 berief ihn Trainer Ralf Loose in den Kader der inzwischen in die 2. Bundesliga aufgestiegenen Ersten von Dynamo Dresden. Daraufhin bestritt Leistner am 15. Juli 2011 (1. Spieltag) sein erstes Zweitliga-Spiel, als er bei der 1:2-Auswärtsniederlage gegen Energie Cottbus in der Startformation stand und die komplette Partie durchspielte.
Ende Januar 2013 wurde Leistner bis zum Saisonende 2012/13 an den Drittligisten Hallescher FC ausgeliehen, für den er 13 Spiele absolvierte. Im Sommer kehrte er zu Dynamo Dresden zurück und stieg in der Spielzeit 2013/14 aus der zweiten Liga ab.

### Über Berlin nach England
Daraufhin wechselte Leistner zur Saison 2014/15 zum 1. FC Union Berlin.
Zur Saison 2018/19 wurde Leistner vom englischen Zweitligisten Queens Park Rangers verpflichtet, nachdem sein Vertrag bei Union Berlin ausgelaufen war. Sein erstes Tor für den Londoner Club erzielte er am 11. Spieltag gegen den FC Reading und entschied mit diesem Treffer auch das Spiel. Gleich in seiner ersten Saison war er Stammspieler, Mannschaftskapitän und absolvierte 46 Pflichtspiele für den Verein.

### Wechsel in die Bundesliga
Nach 22 weiteren Zweitligaspielen sowie zwei Einsätzen im League Cup, aus dem die Rangers gegen den FC Portsmouth ausschieden, kehrte Leistner Ende Januar 2020 nach Deutschland zurück und schloss sich bis Saisonende auf Leihbasis dem Bundesligisten 1. FC Köln an. Ab dem 23. Spieltag stand der Innenverteidiger bis auf wenige Ausnahmen immer über die volle Spielzeit als Teil der Viererkette auf dem Feld. Die letzten zehn Ligaspiele konnten jedoch alle nicht gewonnen werden, keines davon ging zu Null aus, am letzten Spieltag musste man gegen Werder Bremen sogar sechs Gegentore hinnehmen. Leistner sicherte mit den Geißböcken den Klassenerhalt und kehrte nach Saisonende zunächst nach England zurück.

### Hamburger SV
In der Sommerpause 2020 einigten sich die Queens Park Rangers und Leistner auf eine Auflösung des noch ein Jahr gültigen Vertrags. Daraufhin unterschrieb der Verteidiger zur Saison 2020/21 beim Zweitligisten Hamburger SV einen bis zum 30. Juni 2022 gültigen Vertrag. Der Neuzugang wurde direkt in den Mannschaftsrat gewählt und wurde somit zu einem der Vertreter des Kapitäns Tim Leibold. Nach dem Ablauf seiner Zwei-Spiele-Sperre aufgrund der Vorkommnisse beim Pokalspiel in Dresden (s. Kontroversen) stand Leistner direkt in der Startelf, sah beim 1:0-Sieg gegen die SpVgg Greuther Fürth Anfang der zweiten Halbzeit jedoch aufgrund einer Notbremse die Rote Karte und war anschließend erneut für 2 Spiele gesperrt. Ab dem 7. Spieltag setzte Daniel Thioune permanent auf den 30-Jährigen, der gemeinsam mit Stephan Ambrosius die Stamm-Innenverteidigung bildete. Der HSV, der mit 5 Siegen und einem Unentschieden in die Saison gestartet war, blieb in den folgenden 4 Spielen mit Leistner in der Startelf sieglos und verlor sogar 3-mal in Folge. Die Mannschaft stabilisierte sich jedoch mit Leistner und wurde „Hinrundenmeister“. Anfang Februar 2021 zog sich der Innenverteidiger am 19. Spieltag einen Muskelbündelriss hinteren linken Oberschenkel zu. Nach knapp dreimonatiger Verletzungspause kehrte Leistner Ende April 2021 bei seinem Comeback am 30. Spieltag direkt in die Startelf zurück.
Zur Saison 2021/22 übernahm Tim Walter die Mannschaft. Dieser setzte in der Innenverteidigung auf Jonas David und den Neuzugang Sebastian Schonlau. Leistner kam daher an den ersten 4 Spieltagen und in der ersten DFB-Pokal-Runde nicht zum Einsatz. Da er in folgenden Gesprächen über seine sportliche Situation „die aktuell ihm zugedachte Rolle“ nicht annehmen wollte, wurde er freigestellt, um sich einen neuen Verein zu suchen. Der HSV gab zudem bekannt, dass der Innenverteidiger auch für die weitere Saisonplanung keine Rolle mehr spielen werde. Rund eine Woche später einigten sich Leistner und der HSV auf eine Vertragsauflösung.

### VV St. Truiden
Anfang September 2021 schloss sich Leistner dem belgischen Erstligisten VV St. Truiden an, bei dem er auf den deutschen Cheftrainer Bernd Hollerbach traf. In der Saison 2021/22 bestritt er 25 von 28 möglichen Ligaspielen sowie ein Pokalspiel für St. Truiden. In der nächsten Saison waren es 24 von 34 möglichen Ligaspielen, in denen er ein Tor schoss, sowie zwei Pokalspiele. 

### Hertha BSC
Nach Vertragsende wechselte er Mitte Juli 2023 zu Hertha BSC, wo er einen Vertrag mit einer Laufzeit von zwei Jahren unterschrieb.
Nachdem Marco Richter den Verein nach dem 3. Spieltag verließ, wurde Leistner neuer Hertha-Kapitän, bis er zur Saison 2025/26 das Kapitänsamt an Fabian Reese abgab und fortan als Vize-Kapitän fungierte, zusammen mit Deyovaisio Zeefuik. 2025 hatte er, zusammen mit Mannschaftskollege Florian Niederlechner, einen Gastauftritt bei Gute Zeiten, schlechte Zeiten.

## Privatleben
2016 heiratete Leistner die aus Oschatz stammende Josefin Donat, Miss Universe Germany von 2014 und bekam mit ihr im gleichen Jahr eine Tochter. Eine zweite Tochter wurde 2020 geboren.

## Kontroversen
Nach der Niederlage des HSV gegen Dynamo Dresden in der 1. Hauptrunde des DFB-Pokal 2020/21 unterbrach Leistner ein Fernsehinterview am Spielfeldrand und stieg über die Brüstung der Tribüne. Dort stieß er einen gegnerischen Fan zu Boden, der nach seiner Aussage zuvor ihn und seine Familie beleidigt hatte. Im Nachgang des Vorfalls wurde Leistner wegen versuchter Körperverletzung sowie Verstößen gegen die Abstandsregel und die Maskenpflicht angezeigt. Das DFB-Sportgericht belegte Leistner mit einer Sperre von fünf Pflichtspielen und einer Geldstrafe in Höhe von 8000 Euro. Von der Pflichtspielsperre wurden zwei Spiele für die Dauer von einem Jahr zur Bewährung bis 18. September 2021 ausgesetzt. Leistner beantragte über seinen Anwalt eine mündliche Verhandlung.
Am 24. September stufte der DFB die Strafe auf vier Partien (davon je zwei im Pokal und in der 2. Liga) sowie 6000 Euro herab. Der Vorsitzende Richter sagte hierzu „Normalerweise werden Übergriffe von Spielern auf Zuschauer härter bestraft. In diesem Fall griffen aber einige Milderungsgründe, vor allem die Tatsache, dass der Spieler bisher sportgerichtlich nicht in Erscheinung getreten ist und er in hohem Maße provoziert wurde, beziehungsweise glaubte, provoziert worden zu sein“.